# Тетяна Матвєєва

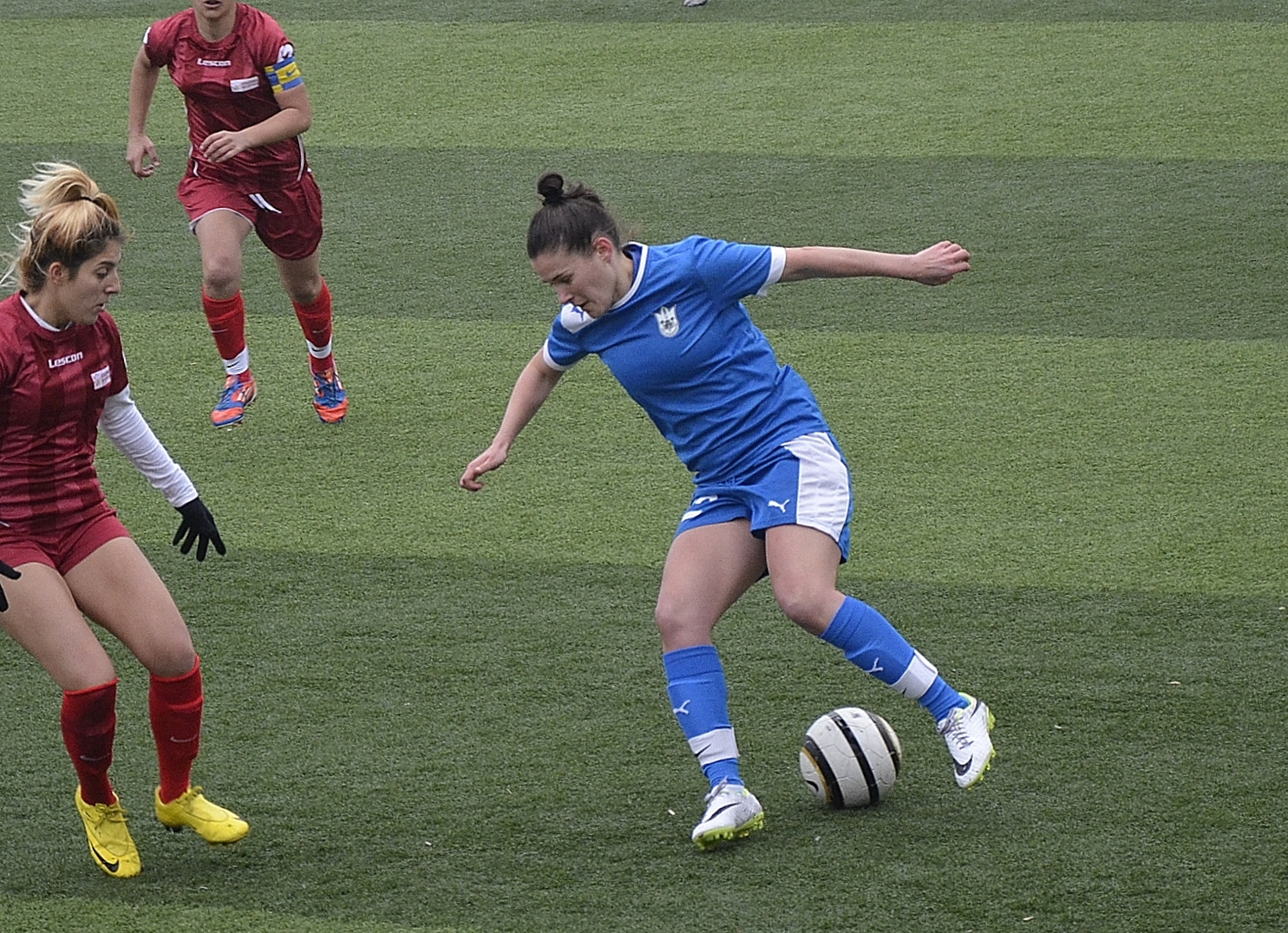
Тетяна Матвєєва (праворуч) у футболці «Конак Беледієспора» у виїзному матчі проти «Аташехіра Беледієспору» в сезоні 2013/14 років.

Тетяна Матвєєва (груз. ტატიანა მატვეევა; нар. 25 липня 1990) — грузинська футболістка, атакувальна півзахисниця та нападниця національної збірної Грузії.

## Клубна кар'єра
Футбольну кар'єру розпочала в грузинському клубі «Іверія» (Хашурі), після чого переїхала до турецького клубу «Трабзонспор». У складі нової команда виступала в матчах групи D жіночої ліги чемпіонів 2009/10. У 2011 році жіночу команду «Трабзонспора» розформували й Тата перебралася до «Аташехір Беледієспора». Допомогла «Аташехіру» виграти чемпіонат Туреччини, завдяки чому отримала можливість зіграти у трьох матчах 1-ї групи жіночої ліги чемпіонів 2012/13, в яких відзначилася 2-ма голами. На початку сезону 2013/14 років стала гравчинею ізмірського «Конак Беледієспор».
У 2015 році підсилила контракт із «Медкілою». У футболці харстадського клубу дебютувала 29 серпня 2015 року в програному (0:2) виїзному поєдинку 15-го туру Топпсерієн проти «Амазон Грімстад». Тетяна вийшла на поле на 46-й хвилині, замінивши Марію Хустад. Дебютним голом за нову команду відзначилася 4 жовтня 2015 року на 15-й хвилині переможного (5:1) домашнього поєдинку 18-го туру Топпсерієн проти «Клеппа». Матвєєва вийшла на поле в стартовому складі та відіграла увесь матч. З 2015 по 2016 рік в еліті жіночого норвезького футболу зіграла 18 матчів (3 голи), ще 4 матчі (3 голи) провела у кубку Норвегії. За підсумками сезону 2016 року «Медкіла» посіла передостаннє 11-те місце в чемпіонаті Норвегії та понизилася в класі. Тому напередодні старту другої половини сезону 2016/17 років грузинська нападниця відправилася до представника Першої ліги Туреччини «1207 Анталья», за який зіграла три матчі в національному чемпіонаті. По завершенні сезону повернулася до «Медкіли».
У 2018 році опинилася в іншому норвезькому клубі, «Сандвікен». У футболці бергенського клубу дебютувала 15 квітня 2018 року в переможному (3:1) домашньому поєдинку 3-го туру Топпсерієн проти «Русенборга». Тетяна вийшла на поле в стартовому складі, а на 69-й хвилині її замінила Каролін Бакке. Єдиним голом за «Сандвікен» відзначилася 16 червня 2018 року на 80-й хвилині переможного (6:0) домашнього поєдинку 10-го туру Топпсерієн проти «Ліна». Матвєєва вийшла на поле в стартовому складі, а на 84-й хвилині її замінила Марте Г'ємгауг. У сезоні 2018 року зіграла 14 матчів (1 гол) за клуб з Бергена, а по завершення сезону залишила склад команди.
На початку 2019 року перейшла до «Гранадільї». У футболці теренрифського клубу дебютувала 13 лютого 2019 року в переможному (2:1) домашньому поєдинку 21-го туру іспанської Прімери проти «Еспаньйола». Тетяна вийшла на поле на 90-й хвилині, замінивши автора двох м'ячів Марію Хосе Перес. Єдиними голами за «Гранаділью» відзначилася 13 жовтня 2019 року на 76-й та 80-й хвилинах переможного (3:1) виїзного поєдинку 5-го туру іспанської Прімери проти «Мадрида». Матввєва вийшла на поле на 72-й хвилині, замінивши Сильвію Добладо. До зупинки чемпіонату через пандемію коронавірусної хвороби встигла зіграти 13 матчів (2 голи) в чемпіонаті Іспанії та 1 поєдинок у національному кубку. Першу половину 2021 року провела в грузинському «Ніке». У футболці тбіліського клубу провела 1 поєдинок жіночої ліги чемпіонів 2021/22.
5 вересня 2021 року підписала контракт з «Кривбасом». У футболці криворізького клубу дебютувала того ж дня в переможному (1:0) виїзному поєдинку 5-го туру Вищої ліги України проти «Ладомира». Тетяна вийшла на поле на 80-й хвилині, замінивши Діану Бєлякову.

## Кар'єра в збірній
У футболці національної збірної Грузії дебютувала 2006 року. Зіграла три матчі з капітанською пов'язкою у кваліфікації чемпіонату Європи 2013 року. У матчах 2-ї групи кваліфікації чемпіонату світу 2015 року зіграла три поєдинки та відзначилася одним голом, знову з капітанською пов'язкою.
Також допомагає тренувати гравчинь у національній збірній Грузії.

## Клубна статистика виступів
Станом на May 3, 2017
| Клуб                   | Сезон             | Ліга                 | Ліга  | Ліга | Конт. кубок | Конт. кубок | Нац. кубок | Нац. кубок | Загалом | Загалом |
| Клуб                   | Сезон             | Дивізіон             | Матчі | Голи | Матчі       | Голи        | Матчі      | Голи       | Матчі   | Голи    |
| ---------------------- | ----------------- | -------------------- | ----- | ---- | ----------- | ----------- | ---------- | ---------- | ------- | ------- |
| «Трабзонспор»          | 2008–09           | Перша ліга Туреччини | 14    | 4    | -           | -           |            |            | 14      | 4       |
| «Трабзонспор»          | 2009–10           | Перша ліга Туреччини | 17    | 28   | 3           | 0           |            |            | 20      | 28      |
| «Трабзонспор»          | 2010–11           | Перша ліга Туреччини | 22    | 19   | -           | -           | 3          | 0          | 25      | 19      |
| «Трабзонспор»          | Загалом           | Загалом              | 53    | 51   | 3           | 0           | 3          | 0          | 59      | 51      |
| «Аташехір Беледієспор» | 2011–12           | Перша ліга Туреччини | 20    | 9    | -           | -           | 0          | 0          | 20      | 9       |
| «Аташехір Беледієспор» | 2012–13           | Перша ліга Туреччини | 17    | 9    | 3           | 2           | 3          | 1          | 23      | 12      |
| «Аташехір Беледієспор» | 2013–14           | Перша ліга Туреччини | 4     | 3    | -           | -           | 0          | 0          | 4       | 3       |
| «Аташехір Беледієспор» | Загалом           | Загалом              | 41    | 21   | 3           | 2           | 3          | 1          | 47      | 24      |
| «Конак Беледієспор»    | 2013-14           | Перша ліга Туреччини | 9     | 2    | -           | -           | 0          | 0          | 9       | 2       |
| «Конак Беледієспор»    | 2014–15           | Перша ліга Туреччини | 15    | 11   | -           | -           | 0          | 0          | 15      | 11      |
| «Конак Беледієспор»    | Total             | Total                | 24    | 13   | —           | —           | 0          | 0          | 24      | 13      |
| «1207 Анталья»         | 2016–17           | Перша ліга Туреччини | 3     | 0    | -           | -           | 0          | 0          | 3       | 0       |
| «1207 Анталья»         | Загалом           | Загалом              | 3     | 10   | —           | —           | 0          | 0          | 3       | 0       |
| Усього за кар'єру      | Усього за кар'єру | Усього за кар'єру    | 121   | 85   | 6           | 2           | 6          | 1          | 133     | 88      |

## Досягнення
«Трабзонспор»
- Перша ліга Туреччини
  -  Чемпіон (1): 2008/09

«Аташехір Беледієспор»
- -  Чемпіон (1): 2011/12
  -  Срібний призер (1): 2012/13

«Конак Беледієспор»
- -  Чемпіон (2): 2013/14, 2014/15